# Zasada pierwszeństwa prawa wspólnotowego
Zasada pierwszeństwa prawa unijnego – zasada, która nie występuje expressis verbis w traktatach, lecz jest jedną z podstawowych zasad występujących w prawie unijnym. Wynika głównie z orzecznictwa TSUE. Mówi ona, że:
- prawo unijne ma pierwszeństwo przed prawem krajowym państwa członkowskiego (włącznie z konstytucją)[1][2][3],
- państwa mają obowiązek zapewnić skuteczność prawa unijnego,
- krajom członkowskim nie wolno jest wprowadzać przepisów prawa krajowego, które byłyby sprzeczne z prawem unijnym,
- w razie sprzeczności przepisów prawa unijnego i krajowego, zastosowanie mają przepisy prawa unijnego,
- późniejsze prawo krajowe nie deroguje wcześniejszego prawa unijnego.

## Odbiór
Treść tej sekcji należy opracować w taki sposób, aby nie uwypuklała nadmiernie polskiej specyfiki / aby nie zawężała się tylko do polskich warunków
 Po wyeliminowaniu niedoskonałości należy usunąć szablon [[Szablon:Dopracować|]] z tej sekcji.
Zakres podmiotowy tej zasady został wyrażony w orzeczeniach Rewe-Zentral AG i Erich Ciola, gdzie Trybunał stwierdził, iż zasada pierwszeństwa wiąże wszystkie organy państwowe (organy konstytucyjne, administrację rządową i samorządową)
Zakres przedmiotowy zasady został określony w sprawie Van Gend & Loos i Fratelli Constanzo vs Commune di Milano. Zasada ta dotyczy wszystkich rodzajów aktów normatywnych w wewnętrznym porządku prawnym.
Orzeczenia ETS mówią, że ZPPW wynika z:
- wyjątkowości charakteru prawa unijnego,
- powierzenia kompetencji przez państwa członkowskie na rzecz UE,
- celów, jakim ma ono służyć.

Najważniejsze w tym zakresie jest orzeczenie w sprawie Flaminio Costa vs. ENEL (C-6/64) z 1964. Trybunał stwierdził, iż ogólne postanowienia i duch Traktatu (TEWG) uniemożliwiają państwom członkowskim przyznania pierwszeństwa jednostronnemu i późniejszemu aktowi prawa krajowego kosztem systemu prawnego zaakceptowanego przez nie na zasadzie wzajemności.

### Stanowisko polskiego Trybunału Konstytucyjnego
Polski Trybunał Konstytucyjny orzekł przy okazji badania zgodności traktatu akcesyjnego z Konstytucją RP, że o ile prawo wspólnotowe może mieć pierwszeństwo przed ustawami prawa krajowego, o tyle nie oznacza to, że ma automatycznie pierwszeństwo także przed Konstytucją.
W świetle tego orzeczenia zasada pierwszeństwa prawa wspólnotowego nie narusza statusu Konstytucji jako najwyższego aktu prawnego w Polsce. W przypadku konfliktu prawa wspólnotowego i Konstytucji Naród może podjąć suwerenną decyzję o sposobie rozwiązania tej sprzeczności (może zdecydować o zmianie Konstytucji – np. wprowadzić zapis: „Postanowienia Konstytucji nie mogą być podstawą do kwestionowania prawa wspólnotowego” albo zmienić konkretny zapis powodujący kolizję z prawem wspólnotowym – może również postanowić o wystąpieniu z Unii Europejskiej albo też doprowadzić do zmiany prawa wspólnotowego).
Dotychczas przykładem kolizji prawa wspólnotowego i Konstytucji RP była kwestia europejskiego nakazu aresztowania ze względu na konstytucyjny zakaz ekstradycji obywatela polskiego. Konflikt ten został rozwiązany przez zmianę odpowiedniego przepisu Konstytucji, który zezwala teraz na ekstradycję, jeśli wynika to z umów międzynarodowych.
Trybunał Konstytucyjny stwierdził również, że zasada pierwszeństwa prawa wspólnotowego nad prawem krajowym ma zastosowanie jedynie wówczas, gdy wspólnotowe organy prawodawcze ustanowiły to prawo w ramach kompetencji przyznanych im przez państwa członkowskie oraz z poszanowaniem zasady subsydiarności i proporcjonalności. Ocena zachowania tych ram pozostaje w gestii państw członkowskich, a ich przekroczenie skutkuje nieobowiązywaniem zasady pierwszeństwa danego aktu prawa wspólnotowego nad prawem krajowym.
Trybunał podtrzymał swoje stanowisko przy okazji badania zgodności z Konstytucją treści Traktatu z Lizbony, stwierdzając, że „ani art. 90 ust. 1, ani art. 91 ust. 3 nie mogą stanowić podstawy do przekazania organizacji międzynarodowej lub organowi międzynarodowemu upoważnienia do stanowienia aktów prawnych lub podejmowania decyzji, które byłyby sprzeczne z Konstytucją Rzeczypospolitej Polskiej. (...) zagwarantowane w art. 91 ust. 2 Konstytucji pierwszeństwo stosowania umów o przekazaniu kompetencji «w niektórych sprawach» – przed postanowieniami ustaw niedających się współstosować – nie prowadzi do uznania analogicznego pierwszeństwa tychże umów przed postanowieniami Konstytucji. Konstytucja pozostaje zatem – z racji swej szczególnej mocy – «prawem najwyższym Rzeczypospolitej Polskiej» w stosunku do wszystkich wiążących Rzeczpospolitą Polską umów międzynarodowych. Dotyczy to także ratyfikowanych umów międzynarodowych o przekazaniu kompetencji «w niektórych sprawach». Z racji wynikającej z art. 8 ust. 1 Konstytucji nadrzędności mocy prawnej Konstytucja korzysta na terytorium Rzeczypospolitej Polskiej z pierwszeństwa obowiązywania i stosowania”.